# 2019年イギリス早期議会総選挙法
2019年イギリス早期議会総選挙法（2019ねんイギリスそうきぎかいそうせんきょほう、英: Early Parliamentary General Election Act 2019）は、2019年12月12日に総選挙を行うための法的な取り決めを定めたイギリスの議会の法律である。
議会の通過が迅速に行われ、10月29日に庶民院におけるすべての段階が終わり、貴族院で第一読会が行われた。残りの段階も10月30日に終わり、女王の裁可を得て10月31日に成立した。
通常の選挙法の運用を回避して総選挙が行われるのは初めてであり、極めて珍しい法律となる。通常は2011年議会任期固定法で5年ごとに総選挙を行うこととされ、解散総選挙を行うには「庶民院において3分の2以上による解散の可決」または「内閣不信任案の可決」が必要とされるが、この法律は通常の法律と同じように過半数の議決で成立する。
2019年総選挙が終わると自動的に廃止された。
2022年には2022年議会解散・召集法が制定され、議会解散手続きは2011年議会任期固定法制定前と同様に戻された。

## 背景
2019年10月29日、自由民主党とスコットランド国民党は、2019年12月9日に総選挙を行う法案を庶民院に提出することを提案した。この提案は、2019年10月28日に解散総選挙を行うとした動議の採決のために、最初はボリス・ジョンソン政権に拒否された。
9月に提出された2度の解散動議はいずれも否決され、政府は3度目の動議が否決されたならば、他の選択肢も検討するべきかもしれないとしたが、3度目も否決され、依然として解散総選挙を行うことができなかった。
10月29日、ジョンソン首相は、議会任期固定法を回避して総選挙を行うための法案を提出した。この法案は3分の2以上の議決を要する解散動議と違い、過半数の議決で成立するものである。法案では選挙の日を12月12日とし、選挙日の修正案を否決した後に、庶民院において賛成438反対20で可決された。
| 早期議会総選挙法案第三読会 |        |                |
| 採決 →                     | 採決 → | 2019年10月29日 |
|                            | 賛成   | 438 / 639      |
|                            | 反対   | 20 / 639       |
|                            | 棄権   | 181 / 639      |
| 出典: CommonsVote          |        |                |

## 法律
この法律の重要な項目は以下の2項。

- (1) An early parliamentary general election is to take place on 12 December 2019 in consequence of the passing of this Act.（この法律が成立した後に、2019年12月12日に総選挙が行われるものとする）
- (2) That day is to be treated as a polling day appointed under section 2(7) of the Fixed-term Parliaments Act 2011.（前項の日は2011年議会任期固定法section 2(7)の下で指定される投票日として扱うものとする）

この法律では議会任期固定法を参照するが、修正はしないので、議会任期固定法section 1(3)により、2019年総選挙の次の総選挙は2024年5月に予定されている。

## 施行
議会は11月6日に解散された。
総選挙で、ジョンソン首相率いる保守党が改選前から48議席増やして365議席を獲得して絶対多数を占めた。その一方で、労働党は改選前から60議席失い202議席に留まり、ジェレミー・コービンは2020年の初めに労働党の党首を辞任した。

イギリスの650選挙区における2019年総選挙の結果

| 政党 | 政党                 | 議席 | 増減 |
| ---- | -------------------- | ---- | ---- |
|      | 保守党               | 365  | 48   |
|      | 労働党               | 202  | 60   |
|      | スコットランド国民党 | 48   | 13   |
|      | 自由民主党           | 11   | 1    |
|      | プライド・カムリ     | 4    | 0    |
|      | 緑の党               | 1    | 0    |
|      | ブレグジット党       | 0    | 新党 |
|      | その他               | 19   | 0    |
|      |                      |      |      |